# Женебрар, Жильбер
Жильбе́р Женебра́р, также Зильберт Генебрард (лат. Silbertus / Gilbertus Genebrardus; фр. Gilbert Génébrard; 12 декабря 1535, Рьом — 16 февраля 1597, Семюр-ан-Осуа), — французский бенедиктинский экзегет и гебраист; архиепископ Экс-ан-Прованса (1592—1597).

## Биография
Родился 12 декабря 1535 года в Рьоме. В ранней юности поступил в монастырь клюнийского движения в Мозаке (en:Abbey of Saint-Pierre Mozac) недалеко от Рьома, позже продолжил учёбу в монастыре Сент-Аллир в Клермоне и завершил их в Коллеже де Наварр в Париже, где в 1562 году получил докторскую степень по богословию. Год спустя он был назначен профессором иврита и экзегезы в Королевском коллеже и одновременно занимал должность приора в Сен-Дени-де-ла-Шартр в Париже. Он был одним из самых образованных профессоров университета и благодаря своим многочисленным и эрудированным экзегетическим трудам стал известен во всей Европе.
Среди его учеников в Королевском колледже был Франциск Сальский, который считал за честь возможность учиться у профессора Женебрара.
Около 1578 года Женебрар отправился в Рим, где был принят Сикстом V и смог общаться с кардиналами Алленом, Баронием, Босио и другими церковными знаменитостями. По возвращении, в 1588 году, он стал одним из главных сторонников Католической лиги во Франции.
10 мая 1591 года Григорий XIII назначил его архиепископом Эксским, но Женебрар принял это звание только после прямого приказа папы и был посвящён в сан архиепископом из Глазго Джеймсом Битоном 10 апреля 1592 года. Как архиепископ он оставался ревностным членом Лиги даже после того, как Генрих IV примирился с церковью в июле 1593 года.
Новый король, однако, с каждым днём становился всё более и более популярным среди католиков. Женебрар увидел, что дальнейшее противодействие бесполезно, и 15 ноября 1593 года отправил свое почтительное послание королю. Что не помешало парламенту Прованса изгнать его 26 сентября 1596 года. Какое то время он пробыл в Авиньоне, и, получив разрешение короля вернуться к религиозной жизни, удалился в Семурский монастырь, который возглавлял in commendam.
Умер 16 февраля 1597 года в Семуре.

## Труды

### Переводы
Женебрар перевёл на латынь с иврита многие раввинские сочинения, например:
- «Иккарим» (1425) Иосифа Альбо (Париж, 1566)[7];

а также рассказы еврейского путешественника IX века Элдад га-Дани (Париж, 1584).

### Сочинения
Написал один из лучших комментариев к Псалмам Давида: «Psalmi Davidis vulgatâ editione, calendario hebraeo, syro, graeco, latino, hymnis, argumentis, et commentariis, etc. Instructi» (Париж, 1577).
Автор сочинений:
- «De Sanctâ Trinitate» (Париж, 1569);
- «Joel Propheta cum chaldæâ paraphrasi et commentariis» (Париж, 1563);
- «Chronographiae libri IV» (Париж, 1580) и многих других произведений[4].

Он также редактировал издание Оригена (Париж, 1574).